# Constantin Boerescu
Constantin Boerescu (n. 1836, București – d. 23 octombrie 1908, București) a fost un politician și ministru român.